# Conops sumatrensis
Conops sumatrensis är en tvåvingeart som beskrevs av Krober 1916. Conops sumatrensis ingår i släktet Conops och familjen stekelflugor. Inga underarter finns listade i Catalogue of Life.